# مارکو بیزوت
مارکو بیزوت (انگلیسی: Marco Bizot؛ زادهٔ ۱۰ مارس ۱۹۹۱) بازیکن فوتبال اهل پادشاهی هلند است.
از باشگاه‌هایی که در آن بازی کرده‌است می‌توان به باشگاه فوتبال کامبور، باشگاه فوتبال آژاکس آمستردام، باشگاه فوتبال خرونینگن، و باشگاه فوتبال خنک اشاره کرد.
وی همچنین در تیم‌های ملی فوتبال زیر ۲۱ سال هلند و هلند بازی کرده‌است. 
او همچنین این فصل در تیم برست. فرانسه بازی میکند 